# Nonoza
Nonoza (od lat. nonus: devet + lat. -osus: šećer) je vrsta jednostavnih šećera. U molekuli sadrži devet atoma ugljika.
Kemijske je formule C9(H2O)9 ili C9H18O9.
Ovisno od položaja funkcionalnih skupina razlikujemo ketononoze i aldononoze.
Aldononoze imaju sedam kiralnih središta što daje mogućnost tvorbe 128 stereoizomera (2 (7), koji se razlikuju po položaju hidroksilnih skupina odnosno asimetričnog atoma ugljika. 
Ketooktoze imaju šest kiralnih središta što daje mogućnost 64 moguća različita stereoizomera.
Vrste nonoza su:
- neuraminska kiselina
- sialinska kiselina
- legionaminska kiselina
- pseudoaminska kiselina

Javlja se kod razgranatih monosaharida (karioza: 4,8-ciklo-3,9-dideoksi-L-eritro-D-ido-nonoza) Karioza je jedini karbociklični šećer koji je do danas pronađen u prirodi.
Identificirana je kao sastavnica dvaju homopolimernih O-lanaca polisaharida fitopatogene bakterije Burkholderia caryophylli LPS odgovorne za venuće karanfila.

## Vanjske poveznice
- Nitrile oxide/isoxazoline approach to higher monosaccharides: synthesisof 7-deoxy-nonose and -decosederivatives 1. R. Michael Paton and   Anne A. Young . J. Chem. Soc., Perkin Trans. 1, 1997, 629-636. DOI: 10.1039/A606093E